# Fakultní nemocnice Hradec Králové
Fakultní nemocnice Hradec Králové je zdravotnické zařízení v Hradci Králové. Je největší nemocnicí Královéhradeckého kraje a patří k největším nemocnicím v České republice. Jejím zřizovatelem je Ministerstvo zdravotnictví České republiky. Jako fakultní nemocnice se podílí na výuce studentů Lékařské fakulty Univerzity Karlovy v Hradci Králové. Vzhledem k řadě vysoce specializovaných pracovišť zajišťuje zdravotní péči pro obyvatele nejen Hradce Králové a příslušného kraje, ale v některých případech také jiných regionů republiky.

## Historie

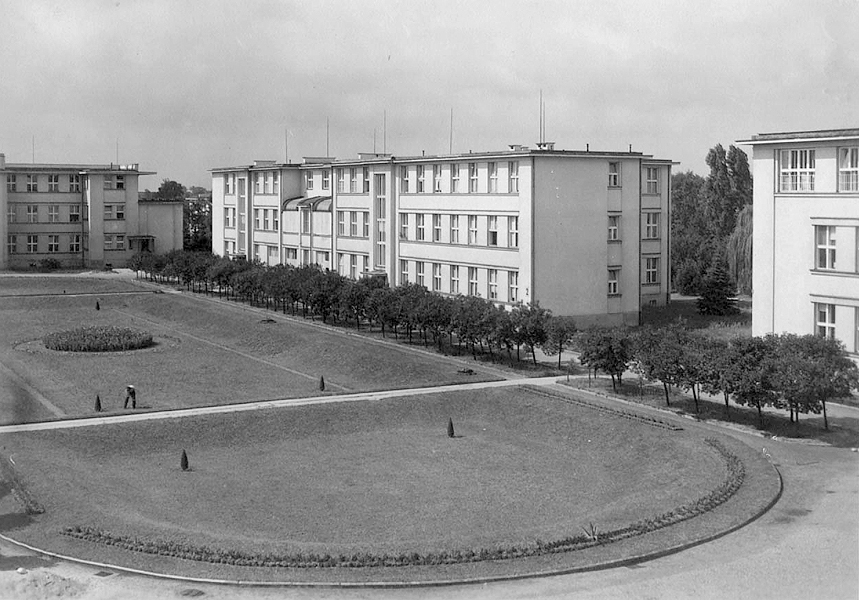
Pohled na areál nemocnice s tehdejším pavilonem ORL v roce 1955

První okresní nemocnice v Hradci Králové byla otevřena v roce 1887. Sídlila v budově dnešní neurologické kliniky, v areálu dodnes nazývaném Stará nemocnice. S rozvojem města vznikla potřeba vybudovat nemocnici v novém areálu. Tento záměr se podařilo naplnit ve dvacátých letech 20. století. Nový areál se otevřel v roce 1928 a patřil k nejmodernějším v republice. Tato etapa výstavby byla završena v roce 1938 otevřením pavilonu gynekologicko-porodnického oddělení a pro kožní a pohlavní nemoci. Nemocnice měla tehdy 752 lůžek. Mezi hlavní meziválečné osobnosti, které přispěly k rozvoji po odborné stránce, patřil patolog Dr. Antonín Fingerland a chirurg Dr. Jan Bedrna.
Po osvobození v roce 1945 vznikla potřeba doplnit řady lékařů a bylo rozhodnuto o vzniku dalších lékařských fakult. Krom Plzně a Olomouce padla volba na Hradec Králové, zejména díky vysoké úrovni zdejší nemocnice. 17. listopadu 1945 byla otevřena Lékařská fakulta Univerzity Karlovy v Hradci Králové a nemocnice získala statut fakultního zařízení. To pomohlo k dalšímu rozvoji po stránce materiální i personální. Vedle léčebné péče se na jednotlivých pracovištích rozšířila výzkumná a pedagogická činnost. Profesor Bedrna položil základy kardiochirurgie nejen v hradecké nemocnici, ale i v rámci republiky. V roce 1951 například provedl první operaci mitrální stenózy. Mezi osobnosti patřili rentgenolog prof. Jan Baštecký, pediatr profesor Jiří Blecha, gynekolog profesor Josef Pazourek či patolog profesor Antonín Fingerland.
V roce 1951 bylo rozhodnuto o zřízení Vojenské lékařské akademie. Fakulta připadla do rukou armády. To bylo spojeno s odchodem části personálu, který nesouhlasil s náborem do armády, naopak přišli noví lidé. Spojení s armádou také přineslo nové výzkumné úkoly a finanční podporu. V roce 1958 po reorganizaci vojenského školství byla akademie transformována na Vojenský lékařský výzkumný a doškolovací ústav J. E. Purkyně a byla obnovena činnost civilní lékařské fakulty. Tradice spojení armády a zdravotnictví ale v Hradci Králové již zůstala.
Během normalizace byla řada lékařů nucena opustit své posty. V sedmdesátých letech byla vybudovaná nová neurochirurgie, pavilon radiodiagnostiky, kde bylo spuštěno první CT pracoviště v republice, nebo nová část II. interní kliniky. V osmdesátých letech pak Bedrnův pavilon chirurgie či nové technické zázemí.
Po roce 1989 došlo ke změnám ve financování zdravotnictví, což přineslo větší pozornost otázkám hospodaření a moderního řízení. Přes změny ve financování si nemocnice zachovala svoji ekonomickou stabilitu. Byly přebudovávány stávající prostory a vznikla zcela nová pracoviště jako komplex laboratoří a diagnostiky, rehabilitační klinika, onkologické klinika, psychiatrická klinika nebo transfuzní oddělení. V areálu nemocnice bylo vybudováno moderní výukové centrum LF UK. Pokračují také investice do přístrojového vybavení a další zavádění moderních technologií. Nemocnice nadále těsně spolupracuje s Lékařskou fakultou Univerzity Karlovy v Hradci Králové a dalšími partnery, jako je Fakulta vojenského zdravotnictví Univerzity obrany, Farmaceutická fakulta UK a další instituce.

## Současnost
V nemocnici působí 39 klinických pracovišť, která disponující celkem 1375 lůžky. Každoročně je zde hospitalizováno kolem 40 tisíc nemocných a ambulantně ošetřeno okolo 700 000 pacientů. Současným ředitelem nemocnice je od roku 2022 MUDr. Aleš Herman, Ph.D. 

## Kliniky, oddělení a ústavy

### Kliniky
- I. interní kardioangiologická klinika
- II. interní gastroenterologická klinika
- III. interní gerontometabolická klinika
- IV. interní hematologická klinika
- Dětská klinika
- Oddělení dětské chirurgie a traumatologie
- Chirurgická klinika
- Kardiochirurgická klinika
- Klinika anesteziologie, resuscitace a intenzivní medicíny
- Klinika infekčních nemocí
- Klinika nemocí kožních a pohlavních
- Klinika onkologie a radioterapie
- Klinika otorinolaryngologie a chirurgie hlavy a krku
- Klinika pracovního lékařství
- Klinika urgentní medicíny
- Neurochirurgická klinika
- Neurologická klinika
- Oční klinika
- Ortopedická klinika
- Plicní klinika
- Porodnická a gynekologická klinika
- Psychiatrická klinika
- Radiologická klinika
- Rehabilitační klinika
- Stomatologická klinika
- Urologická klinika

### Oddělení
- Oddělení ambulantních provozů
- Hemodialyzační středisko
- Oddělení centrálních sálů a sterilizace
- Oddělení lékařské genetiky
- Oddělení nukleární medicíny – ambulance
- Oddělení nukleární medicíny – laboratoř
- Tkáňová ústředna
- Transfuzní oddělení

### Ústavy
- Fingerlandův ústav patologie
- Ústav klinické biochemie a diagnostiky
- Ústav klinické imunologie a alergologie
- Ústav klinické mikrobiologie
- Ústav soudního lékařství